# Murviel-lès-Montpellier
Murviel-lès-Montpellier este o comună în departamentul Hérault din sudul Franței. În 2009 avea o populație de 1.928 de locuitori.

## Evoluția populației
| An        | 1975 | 1982 | 1990 | 1999  | 2006  | 2009  |
| --------- | ---- | ---- | ---- | ----- | ----- | ----- |
| Populație | 441  | 687  | 935  | 1.208 | 1.602 | 1.928 |